# فرگشت فتوسنتز
فرگشت فتوسنتز (انگلیسی: Evolution of photosynthesis) به پیدایش و فرگشت بعدی فتوسنتز اشاره دارد، فرآیندی که طی آن از انرژی نور برای جمع‌آوری شکرها از کربن دی‌اکسید و یک منبع هیدروژن و الکترونی مانند آب استفاده می‌شود. فرایند فتوسنتز توسط جان اینگن هوس، پزشک و دانشمند بریتانیایی هلندی الاصل کشف شد و اولین بار در سال ۱۷۷۹ در مورد آن منتشر شد.
اولین موجودات فتوسنتزی احتمالاً در اوایل تاریخ حیات فرگشت پیدا کردند و به احتمال زیاد از عامل کاهندهها مانند هیدروژن به جای آب استفاده می‌کردند.